# Otto Burmeister
Otto Karl Heinrich Burmeister (* 7. Mai 1878 in Mühlengeez; † nach 1939) war ein deutscher Pädagoge und Professor am Rostocker Pädagogischen Institut, das ab 1935 eine Hochschule für Lehrerbildung wurde.

## Leben
1898 legte Burmeister das Abitur in Güstrow ab und studierte Germanistik und Anglistik an mehreren Universitäten bis zur Promotion an der Universität Rostock 1902 mit der Dissertation Nachdichtung und Bühneneinrichtung von Shakespeares ›Merchant of Venice‹. Als Oberlehrer lehrte er ab 1906 an der Großen Stadtschule Rostock Deutsch und neuere Sprachen. 1927 wurde er Professor in der Lehrerbildung für die Volksschule am neu gegründeten Pädagogischen Institut, das 1935 eine Hochschule für Lehrerbildung wurde. Er war ein Vertreter der Deutschkunde. 1939 wurde er kurzzeitig nach Braunschweig versetzt. Seine wissenschaftliche Leistung lag vor allem im deutschen Sprachunterricht für die Grundschule, z. B. zur Ganzheitsmethode im Lesen, und zur niederdeutschen Sprache.
Zum 1. Dezember 1931 trat er der NSDAP bei (Mitgliedsnummer 851.367). Im November 1933 unterzeichnete er das Bekenntnis der deutschen Professoren zu Adolf Hitler. Ab 1935 war er Gaukulturwart und Gaureferent für Lehrerbildung und Deutschkunde.

## Schriften
- Gang und Ziel des deutschkundlichen Studiums am Pädagogischen Institut, (1928)
- Lesebuch für Volksschulen zus. m. Richard Fick u. Otto Lemke Am Strom der deutschen Sprache. Zur Erarbeitung der hochdeutschen Sprache im niederdeutschen Sprachgebiet, Diesterweg, Frankfurt/M. 1931 u.ö.
- Unsere Fibel, Beltz, Langensalza 1936

## Einzelbelege
1. ↑  Bundesarchiv R 9361-IX KARTEI/5250097
2. ↑  Hermann Langer: Zur Ausbildung von Mecklenburgs Volksschullehrern unterm Hakenkreuz (1932-1945), in Zeitgeschichte regional, 1/2012, S. 75

| Personendaten    | Personendaten                                       |
| ---------------- | --------------------------------------------------- |
| NAME             | Burmeister, Otto                                    |
| ALTERNATIVNAMEN  | Burmeister, Otto Karl Heinrich (vollständiger Name) |
| KURZBESCHREIBUNG | deutscher Pädagoge                                  |
| GEBURTSDATUM     | 7. Mai 1878                                         |
| GEBURTSORT       | Mühlengeez                                          |
| STERBEDATUM      | nach 1939                                           |